# Pèira deth Uelh de Garona

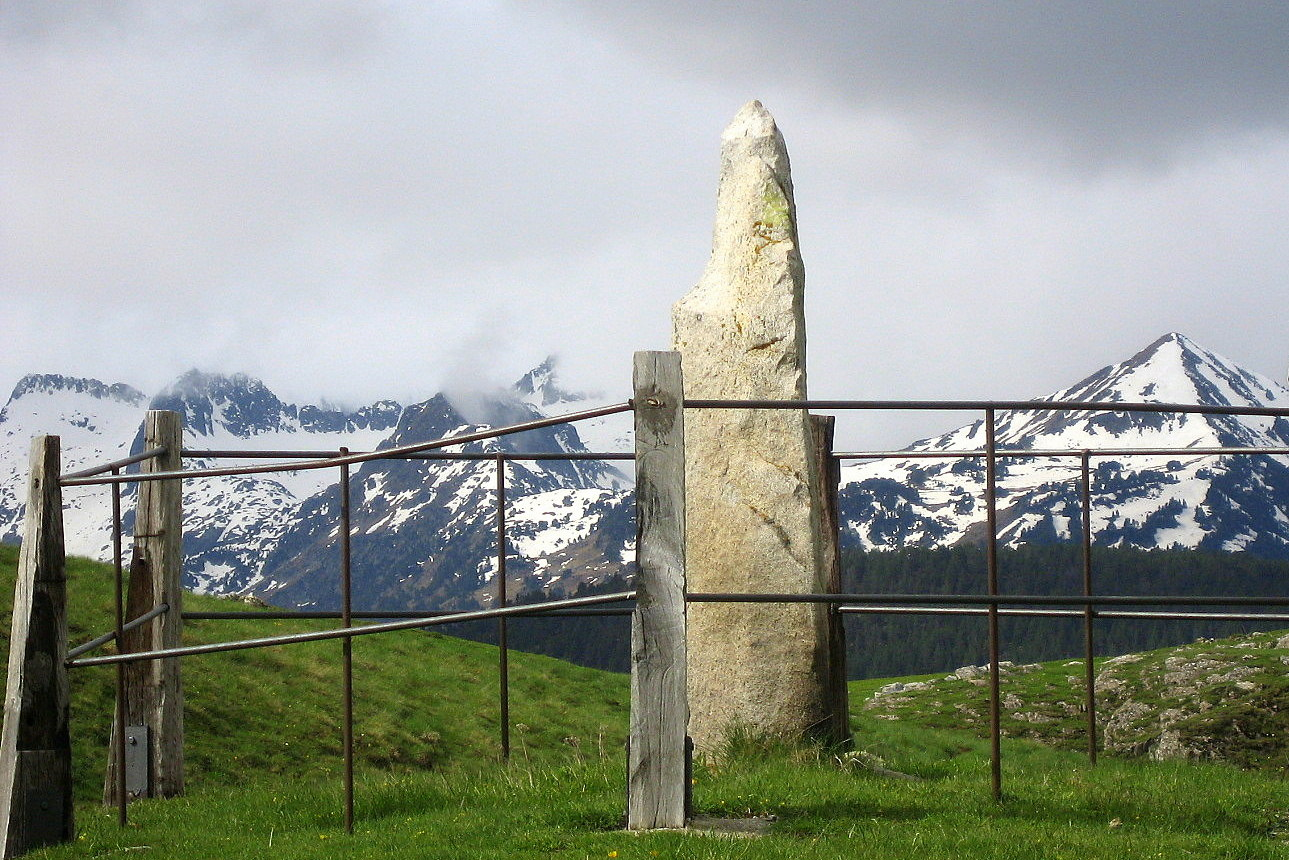
Pèira deth Uelh de Garona

La Pèira deth Uelh de Garona o Pèira de Mijaran és un megàlit situat just a la partició d'aigües entre l'Atlàntic (riu Garona) i la Mediterrània (riu Noguera Ribagorçana) a l'extrem superior del Pla de Beret i dins el municipi de Salardú. La pedra és de tipus granític de secció irregularment prismàtica i de prop de 2 m d'alçada, motiu pel qual s'havia considerat un possible menhir. Es troba a una alçada de 1.881 m sobre un petit turonet a prop de la carretera C-142B.